# Alvin Avinesh
Alvin Avinesh (6 april 1982) is een voormalige Fijisch voetballer die bij voorkeur als middenvelder speelt.   
Op 12 mei 2004 in de thuiswedstrijd tegen Papoea-Nieuw-Guinea maakte Avinesh zijn debuut voor Fiji voetbalelftal. Hij begon in de basis en hij had hele wedstrijd meegespeeld. De wedstrijd ging gewonnen met 4-2.  Hij heeft 23 wedstrijden gespeeld en drie doelpunten gescoord voor zijn nationale ploeg.
Avinesh beëindigde zijn voetbalcarrière in 2016.